# Hubert Brasseur
Hubert Brasseur (Esch-sur-Alzette, 20 maart 1823 - Bar-le-Duc, 23 januari 1890) was een Belgisch hoogleraar en volksvertegenwoordiger.

## Levensloop
Brasseur was een zoon van de notarisklerk en gerechtsdeurwaarder Alexis Brasseur (1775-1841) en van Anne-Marie Schockmel (1794-1873). Hij trouwde met Marguerite Bourgraff en het gezin kreeg vier kinderen.
De broers van Brasseur (Pierre Brasseur-Wurth en Dominique Alexis Brasseur-Brasseur) waren betrokken bij heel wat industriële activiteiten in Luxemburg. Hubert Brasseur werd in 1869, samen met hen, medestichter van de Société des Hauts-Fourneaux de Luxembourg Brasseurschmelz, een voorloper van ARBED.
Hij promoveerde in 1850 aan de Rijksuniversiteit Luik tot doctor in de rechten en doctor in de politieke en administratieve wetenschappen, in het kielzog van zijn broer Jean-Baptiste Brasseur, die er hoogleraar werd. In 1852 werd hij buitengewoon hoogleraar aan de Rijksuniversiteit Gent en doceerde er natuurrecht en staathuishoudkunde. In 1855 werd hij gewoon hoogleraar. Vanaf 1862 doceerde hij burgerlijke procedure en staathuishoudkunde. Hij nam ontslag in 1865.
In 1855-1856 ontketende Brasseur een stevige rel, door de beschuldiging die van vier van zijn studenten uitging, dat hij in zijn cursus natuurrecht de goddelijkheid van Jezus Christus ontkende. Hoewel hij deze lectuur van zijn cursus heftig tegensprak, ontraadden de bisschoppen van Gent en Brugge de ouders om hun kinderen voortaan nog naar de Gentse universiteit te sturen. Brasseur kreeg de steun van de rector en van de katholieke eerste minister Pieter de Decker, maar toen de storm was gaan liggen, werd de cursus natuurrecht hem in stilte ontnomen.
Vanaf 1865 werd hij agent van de bankier André Langrand-Dumonceau, van wie hij nochtans voordien de methodes had bekritiseerd. Hij kwam terecht in de storm van kritieken op Langrand, die leidden tot het debacle van diens financieel imperium, dat in elkaar stuikte vanaf 1870.
Op 2 augustus 1870 (enkele weken voor het faillissement van Langrand) was Brasseur verkozen tot liberaal volksvertegenwoordiger voor het arrondissement Philippeville, maar vervulde dit mandaat slechts tot in 1872.

## Nageslacht
Het is wellicht als gevolg van het schandaal veroorzaakt door het faillissement Langrand-Dumonceau, dat Brasseur naar Frankrijk uitweek. Een zoon van hem, Gustave Brasseur (Gent 1854 - Parijs 1925) werd bankier en trouwde met Lucie Moret (1857-1932). Zijn 'Banque de la Meuse' leed bankroet en het familiefortuin verdween. Hun dochter Françoise Brasseur (1885-1963) trouwde met advocaat en amateur-acteur George Bertrand de Beauvoir (1878-1941). Ze zijn de ouders van Simone Bertrand de Beauvoir (1908-1986) de bekende feministische auteur en levenslange vriendin van de filosoof Jean-Paul Sartre (1905-1980).

## Publicatie
- Manuel d'économie politique, 1860
- La banque nationale et la liberté des banques, Brussel, 1864